# بوليفورا
بوليفورا نوع من النوافذ متعددة الأضواء تظهر في الأبراج وأبراج الأجراس في الطوابق العليا، حيث يلزم تفتيح الهيكل بفتحات أوسع. يشير مصطلح بوليفورا عادةً إلى النافذة المكونة من خمسة أجزاء على الأقل.

## نظرة عامة
نافذة البوليفورا هي نافذة متعددة الأجزاء، مقسمة بأعمدة صغيرة، يحتوي كل جزء على قوس صغير، قد يكون دائريًا أو مدببًا في أغلب الأحيان. قد تكون الأجزاء المركزية أحيانًا أطول من الفتحات الجانبية، غالبًا ما تكون المساحة بين الأقواس مزخرفة أو مثقبة، تُعد البوليفورا نموذجًا للعمارة القوطية، وتُستخدم على نطاق واسع لتزيين الكاتدرائيات الكبيرة في شمال أوروبا، وخاصةً في بلجيكا وهولندا، حيث أصبحت البوليفورا سمة مميزة وشخصية للطراز القوطي الفرنسي، كما تُستخدم البوليفورا على نطاق واسع في العمارة القوطية الفينيسية لتزيين القاعات الرئيسية في قصور البندقية.
قد تحمل هذه النوافذ أحيانًا أسماءً محددة تشير إلى العدد الدقيق لفتحاتها، النوافذ الخماسية (خمسة أجزاء) والسداسية (ستة أجزاء) هي الأكثر شيوعًا. أما النوافذ ذات عدد الفتحات الأكبر فهي أندر، على سبيل المثال، النوافذ ذات الثمانية أجزاء في متحف كا فوسكاري في البندقية.